# Александров, Григорий Николаевич
Александров, Григорий Николаевич (? — 18 марта 1881, Москва) — русский писатель

, статский советник.

## Биография
Служил в 1826—1835 годах во II отделении Собственной Его Величества канцелярии под начальством графа М. М. Сперанского, о котором в «Современной летописи» 1865 г., № 18, напечатал статью «Мои воспоминания о графе Сперанском». В последние годы своей жизни управлял Московским отделением архива Главного штаба. Умер в Москве 18 марта 1881 года.
Поместил в «Русском архиве» 1870 годов и в «XVIII веке» Бартенева ряд исторических заметок («Печать Антихриста», 1873 г., «Духовное завещание Анны Монс», 1875 году, «Местничество в исходе XVIII в.», «Подвиги русских солдат в царствование Александра Павловича» и т. д.), в которых он сообщил большею частью новые исторические документы.